# Liste der Bodendenkmäler in Osterberg
Auf dieser Seite sind die Bodendenkmäler in der schwäbischen Gemeinde Osterberg zusammengestellt. Diese Tabelle ist eine Teilliste der Liste der Bodendenkmäler in Bayern. Grundlage ist die Bayerische Denkmalliste, die auf Basis des Bayerischen Denkmalschutzgesetzes vom 1. Oktober 1973 erstmals erstellt wurde und seither durch das Bayerische Landesamt für Denkmalpflege geführt wird. Die folgenden Angaben ersetzen nicht die rechtsverbindliche Auskunft der Denkmalschutzbehörde.

## Bodendenkmäler in der Gemarkung Osterberg
| Art des Bodendenkmals                                                                  | Lage | Entstehungszeit        | Denkmalnummer | Koordinaten                    | Bild |
| -------------------------------------------------------------------------------------- | --- | ---------------------- | ------------- | ------------------------------ | ---- |
| Vorgeschichtlicher Grabhügel                                                           | circa einen Kilometer westlich von Osterberg, nahe der Grenze zur Gemeinde Altenstadt, circa 80 m nördlich des Muckenturms | Vorgeschichtliche Zeit | D-7-7826-0023 | 48° 9′ 0″ N, 10° 9′ 18″ O      |      |
| Spätlatènezeitliche Viereckschanze                                                     | circa 1,2 Kilometer nordöstlich der Kirche von Osterberg                                                                   | Spätlatène             | D-7-7827-0029 | 48° 9′ 18″ N, 10° 10′ 58,8″ O  |      |
| Vermutlich Grabhügel unbekannter Zeitstellung und Kohlenmeiler der Neuzeit im Luftbild | circa 1,7 Kilometer nordöstlich der Kirche von Osterberg                                                                   |                        | D-7-7827-0038 | 48° 9′ 35,1″ N, 10° 11′ 8,5″ O |      |